# Apollon von Veji

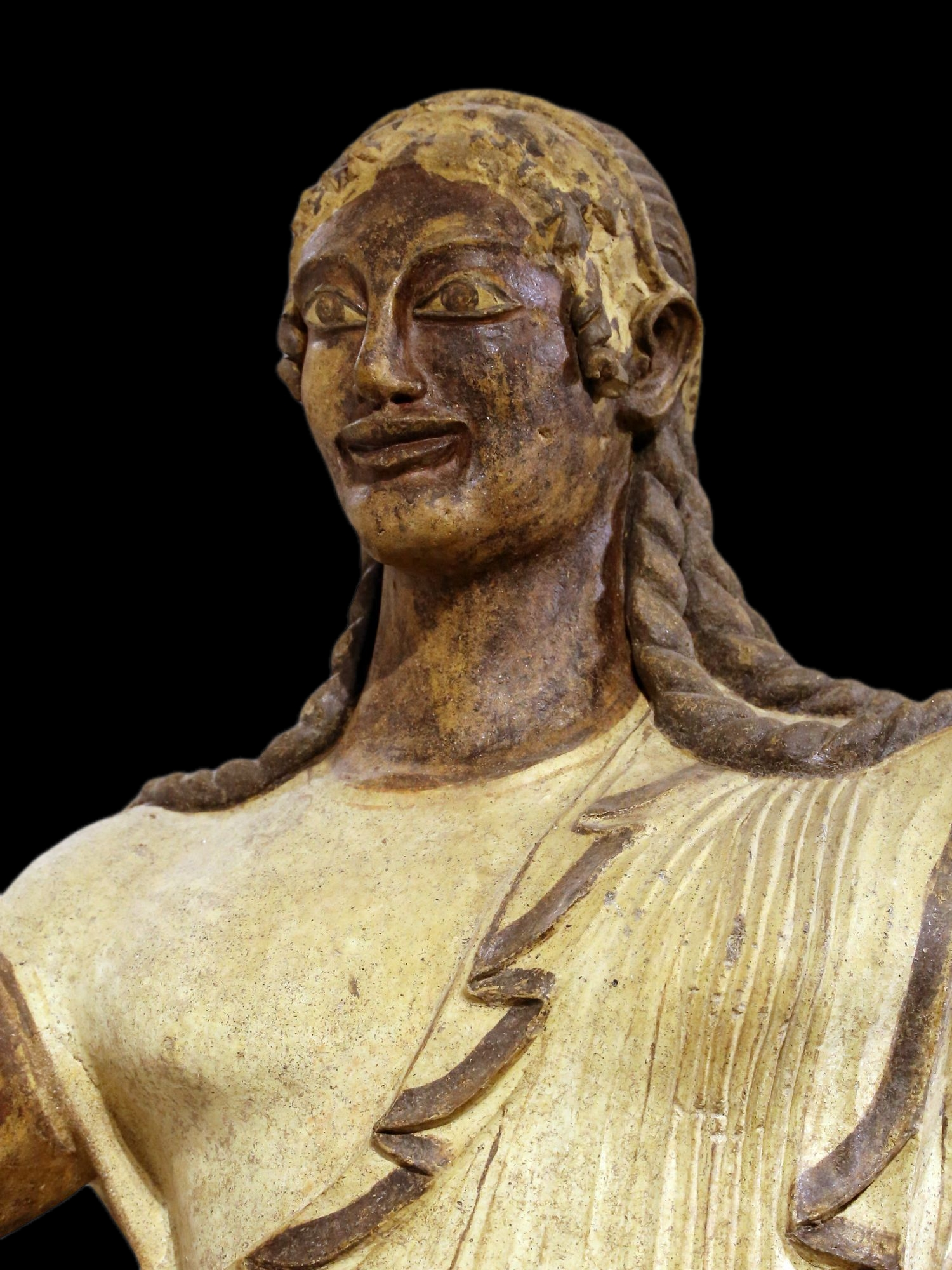
Apollon von Veji im Museo Nazionale Etrusco di Villa Giulia in Rom

Der Apollon von Veji ist eine bemalte  etruskische Terrakottaplastik des 6. Jahrhunderts v. Chr. Sie diente als Akroterion am Tempelbau des Portonaccio-Heiligtums bei Veji und entstammt wahrscheinlich dem Atelier des etruskischen Künstlers Vulca. Die Plastik wird heute im Museo Nazionale Etrusco di Villa Giulia in Rom aufbewahrt.

## Entdeckung

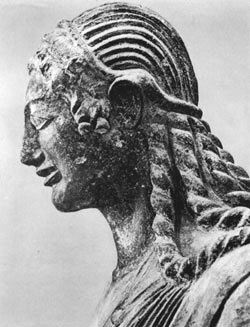
Kopfansicht des Apollon von Veji

Die Plastik des Apollon (Etruskisch Aplu) wurde im Jahr 1916 von Giulio Quirino Giglioli (1886–1957) im etruskischen Tempelheiligtum von Portonaccio entdeckt. Die lebensgroße, 1,80 Meter hohe Statue war Teil eines Ensembles lebensechter Terrakottaplastiken, die zwischen 510 und 490 v. Chr. modelliert worden waren und in 12 Meter Höhe den Firstbalken des der Menrva (Minerva) geweihten Tempels schmückten.
Die Stücke der Apollonplastik wurden 1916 von Giglioli zusammen mit dem Unterteil einer Herkulesplastik und einem Fragment der kerynitischen Hirschkuh gefunden. Ein Bruchstück mit der Löwenhaut des Herkules ermöglichte damals die Zuordnung, der Torso und ein Kopfbruchstück wurden erst 1944 entdeckt. Die Skulpturen bildeten eine thematische Einheit, die mit ziemlicher Sicherheit die Auseinandersetzung Apollons mit Herkules um den Besitz der der Artemis geweihten Hirschkuh mit den Goldhörnern dargestellt haben dürfte. Gleichzeitig wurden die Fragmente einer Statue des Turms (Hermes) entdeckt, die ebenfalls zur Gruppe gerechnet wird, von der aber nur der Kopf und ein Teil des Torsos erhalten sind.

## Beschreibung
Die Statue trägt ein kurzes, westenartiges Unterkleid, das von einem Mantel (Tunika) bedeckt wird. Sie scheint nach links zu avancieren, wobei der rechte Arm abgewinkelt ist und vom Körper wegweist. Der linke Arm zeigt zu Boden und hielt womöglich einen Bogen.

## Ausführung

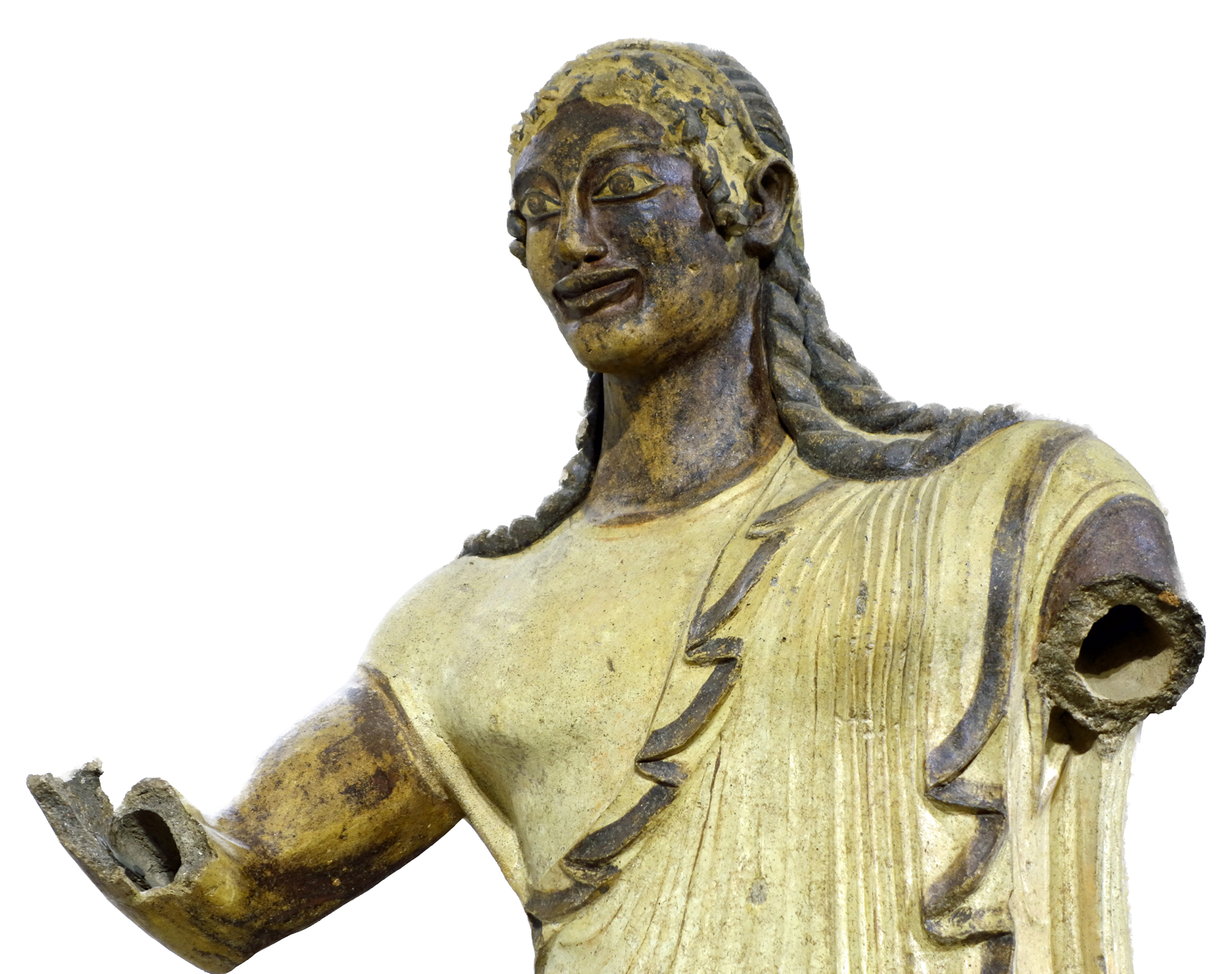
Apollon von Veji

Die Plastik wurde nicht in einem Stück hergestellt, sondern Torso, Kopf, Arme und Beine wurden voneinander getrennt angefertigt. Die Einzelteile wurden dann zusammengefügt und die Plastik im Stück gebrannt. Die Außenseiten waren bemalt, schwarz die Haare, violettrot die Haut und in zwei verschiedenen Ockertönen die Kleider und der Mantel.

## Stil
Der Stil der Plastik  wird zur „international“ ionischen oder spätarchaischen etruskischen Stilrichtung gerechnet. Er unterstreicht Bewegung, charakteristische Rauminhalte werden eindeutig definiert wie beispielsweise der Faltenwurf der Kleidung auf dem Körper. Der Künstler hat der Seitenansicht Rechnung getragen und daher die erforderlichen optischen Korrekturen durchgeführt. Durch seine Beherrschung der koroplastischen Kunst hat er ein sehr expressives Gesamtergebnis erzielt.
In diesem wie auch in anderen etruskischen Werken macht sich der Einfluss der griechischen Kunst der damaligen Epoche deutlich bemerkbar.

„Die Abstammung von griechischen Modellen liegt auf der Hand, sowohl ionische als auch attische Stilelemente sind deutlich zu erkennen. …Aber die Vehemenz des Ausschreitens und das schon tierhaft wild anmutende Lächeln sind dem etruskischen Geschmack wesenseigene Ausdrucksformen, welcher von primitiven Elementen durchdrungen bleibt.“

Der Apollon von Veji ist ein Musterbeispiel der Vereinigung technischer Fähigkeiten und künstlerischer Finesse im etruskischen Kunsthandwerk, an dessen Basis immer religiöse Inspiration den Ton angab. Die religiöse Komponente ist sowohl in der Kunst als auch in der entrückten Mentalität der Etrusker allgegenwärtig.

## Restaurierungen
In den 1920er Jahren wurde die Plastik erstmals restauriert, wobei versucht wurde, die Einzelteile so weit wie möglich lückenlos zusammenzusetzen. Von der Soprintendenza per i Beni Archeologici dell’Etruria meridionale wurden zwischen 2002 und 2004 weitere Konservierungsarbeiten an der Statue vorgenommen.